# 修行智仁
修行 智仁（しゅうぎょう ともひと、1984年6月29日 - ）は、大阪府大阪市出身の元プロサッカー選手、サッカー指導者。ポジションはゴールキーパー。マネジメント会社はジャパン・スポーツ・マーケティング。

## 来歴
立命館大学から、2007年にJFLのガイナーレ鳥取に入団。2年目の2008年に公式戦デビューを飾るものの、井上敦史からポジションを奪えずリーグ戦3試合の出場に留まった。
2009年より同じJFLのFC町田ゼルビアへ移籍。同年は正GKとしてリーグ戦30試合に出場した。背番号を1に変えた2010年は、アビスパ福岡から加入した吉田宗弘にレギュラーを奪われる形となった。2011年は序盤こそ吉田から定位置を奪還したものの、8月27日の東京都サッカートーナメント（東京都天皇杯予選）の専修大学戦で全治4ヶ月の重傷を負った。その後大分トリニータより石田良輔が緊急加入したため、選手枠の都合で9月16日付で選手登録抹消となった。2012年も開幕当初は新加入の相澤貴志の控えだったが、4月15日の栃木SC戦でJリーグ初出場を果たした。以降は定位置を奪取したが、チームはシーズン最下位となり1年でJFLに降格となった。JFLでは相澤に再びレギュラーを奪われ、2014年より発足したJ3でも、新加入の高原寿康とのポジション争いを強いられた。
2015年、J2・大分トリニータへ完全移籍。初年度は武田洋平の控えに甘んじてリーグ戦1試合と天皇杯2試合の出場に終わった。チームの降格に伴い自身2年ぶりのJ3となった2016年は背番号を1に変更。開幕当初は上福元直人の控えだったが、8月7日の第20節・福島ユナイテッドFC戦でスタメン出場を果たすと、以降最終節まで11試合連続で先発出場。出場した試合では10勝1分1敗、内8試合が無失点と守備の安定をもたらし、大分のJ3優勝及び1年でのJ2復帰に貢献した。
J2復帰後の2017年・2018年の2年間は天皇杯2試合の出場に留まったが、試合に出られない選手に対してはトレーニング中に「腐っている時間がどれだけ無駄な時間を過ごすことになるのか」と説いたり、食事に誘い、他愛の無い話をして心を解きほぐしたりとチームのメンタルリーダーの役を担った。J1昇格を決めた2018年シーズン終了後、「選手として僕が大分でやれる事はもうありません」というコメントと共に契約満了が発表され、大分を退団した。
2019年より、当時JFL所属のFC今治に移籍。
今治では出場機会を得た。
2020年シーズはスタメン出場を続けたが、8月9日の藤枝MYFC戦で負傷。右足長内転筋筋腱移行部部分損傷で全治3～4週間程度の診断が下されたが回復し、シーズン中に復帰を果たしている。
2024年11月28日、現役引退を発表した。
2025年からは、FC今治のGKコーチを務める。

## 所属クラブ
- ビゴーレ鶴見ジュニア
- ビゴーレ鶴見Jrユース
- 近畿大学付属高校
- 立命館大学
- 2007年 - 2008年 ガイナーレ鳥取
- 2009年 - 2014年 FC町田ゼルビア
- 2015年 - 2018年 大分トリニータ
- 2019年 - 2024年 FC今治

## 個人成績
| 国内大会個人成績 | 国内大会個人成績 | 国内大会個人成績 | 国内大会個人成績 | 国内大会個人成績 | 国内大会個人成績 | 国内大会個人成績 | 国内大会個人成績 | 国内大会個人成績 | 国内大会個人成績 | 国内大会個人成績 | 国内大会個人成績 |
| 年度             | クラブ           | 背番号           | リーグ           | リーグ戦         | リーグ戦         | リーグ杯         | リーグ杯         | オープン杯       | オープン杯       | 期間通算         | 期間通算         |
| 年度             | クラブ           | 背番号           | リーグ           | 出場             | 得点             | 出場             | 得点             | 出場             | 得点             | 出場             | 得点             |
| 日本             | 日本             | 日本             | 日本             | リーグ戦         | リーグ戦         | リーグ杯         | リーグ杯         | 天皇杯           | 天皇杯           | 期間通算         | 期間通算         |
| ---------------- | ---------------- | ---------------- | ---------------- | ---------------- | ---------------- | ---------------- | ---------------- | ---------------- | ---------------- | ---------------- | ---------------- |
| 2006             | 立命館大         | 1                | -                | -                | -                | -                | -                | 3                | 0                | 3                | 0                |
| 2007             | 鳥取             | 21               | JFL              | 0                | 0                | -                | -                | 0                | 0                | 0                | 0                |
| 2008             | 鳥取             | 21               | JFL              | 3                | 0                | -                | -                | 0                | 0                | 3                | 0                |
| 2009             | 町田             | 30               | JFL              | 30               | 0                | -                | -                | -                | -                | 30               | 0                |
| 2010             | 町田             | 1                | JFL              | 9                | 0                | -                | -                | 1                | 0                | 10               | 0                |
| 2011             | 町田             | 1                | JFL              | 10               | 0                | -                | -                | 0                | 0                | 10               | 0                |
| 2012             | 町田             | 1                | J2               | 34               | 0                | -                | -                | 2                | 0                | 36               | 0                |
| 2013             | 町田             | 1                | JFL              | 3                | 0                | -                | -                | -                | -                | 3                | 0                |
| 2014             | 町田             | 1                | J3               | 23               | 0                | -                | -                | -                | -                | 23               | 0                |
| 2015             | 大分             | 22               | J2               | 1                | 0                | -                | -                | 2                | 0                | 3                | 0                |
| 2016             | 大分             | 1                | J3               | 12               | 0                | -                | -                | 1                | 0                | 13               | 0                |
| 2017             | 大分             | 1                | J2               | 0                | 0                | -                | -                | 2                | 0                | 2                | 0                |
| 2018             | 大分             | 1                | J2               | 0                | 0                | -                | -                | 0                | 0                | 0                | 0                |
| 2019             | 今治             | 1                | JFL              | 27               | 0                | -                | -                | -                | -                | 27               | 1                |
| 2020             | 今治             | 1                | J3               | 29               | 0                | -                | -                | -                | -                | 29               | 0                |
| 2021             | 今治             | 1                | J3               | 25               | 0                | -                | -                | 1                | 0                | 26               | 0                |
| 2022             | 今治             | 1                | J3               | 6                | 0                | -                | -                | 0                | 0                | 6                | 0                |
| 2023             | 今治             | 1                | J3               | 2                | 0                | -                | -                | 0                | 0                | 2                | 0                |
| 2024             | 今治             | 1                | J3               | 0                | 0                | 0                | 0                | 0                | 0                | 0                | 0                |
| 通算             | 日本             | 日本             | J2               | 35               | 0                | -                | -                | 6                | 0                | 41               | 0                |
| 通算             | 日本             | 日本             | J3               | 97               | 0                | -                | -                | 2                | 0                | 99               | 0                |
| 通算             | 日本             | 日本             | JFL              | 82               | 0                | -                | -                | 1                | 0                | 83               | 0                |
| 通算             | 日本             | 日本             | 他               | -                | -                | -                | -                | 3                | 0                | 3                | 0                |
| 総通算           | 総通算           | 総通算           | 総通算           | 214              | 0                | 0                | 0                | 12               | 0                | 226              | 0                |

- Jリーグ初出場：2012年4月15日 J2第8節 栃木SC戦（町田）

## タイトル

### クラブ
立命館大学
- 総理大臣杯全日本大学サッカートーナメント（2006年）
- 関西学生サッカーリーグ1部（2005年）

大分トリニータ
- J3リーグ（2016年）

## 指導歴
- 2025年 - FC今治 GKコーチ